# Fußball-Weltmeisterschaft 1958/Gruppe 1
| Pl.                                                | Land             | Sp. | S | U | N | Tore    | Diff. | Punkte |
| -------------------------------------------------- | ---------------- | --- | - | - | - | ------- | ----- | ------ |
| 1.                                                 | BR Deutschland   | 3   | 1 | 2 | 0 | 007:500 | +2    | 04:20  |
| 2.                                                 | Nordirland       | 3   | 1 | 1 | 1 | 004:500 | −1    | 03:30  |
| 3.                                                 | Tschechoslowakei | 3   | 1 | 1 | 1 | 008:400 | +4    | 03:30  |
| 4.                                                 | Argentinien      | 3   | 1 | 0 | 2 | 005:100 | −5    | 02:40  |
| Nordirland durch Entscheidungsspiel Gruppenzweiter |                  |     |   |   |   |         |       |        |

Gruppe 1 der Fußball-Weltmeisterschaft 1958:

## Argentinien – BR Deutschland 1:3 (1:2)
| Argentinien                                        | Argentinien | BR Deutschland | BR Deutschland |
| -------------------------------------------------- | --- | --- | -------------- |
| Argentinien                                        | \| 1. Gruppenspiel \| \| 8. Juni 1958 um 19:00 Uhr in Malmö (Malmö Stadion) \| \| Zuschauer: 31.156 \| \| Schiedsrichter: Reg Leafe ( England) \| \| Spielbericht \|                                            | \| 1. Gruppenspiel \| \| 8. Juni 1958 um 19:00 Uhr in Malmö (Malmö Stadion) \| \| Zuschauer: 31.156 \| \| Schiedsrichter: Reg Leafe ( England) \| \| Spielbericht \|                                | BR Deutschland |
| Argentinien                                        | Amadeo Carrizo – Federico Vairo, Francisco Lombardo, Néstor Rossi – José Varacka, Pedro Dellacha – Oreste Corbatta, Eliseo Prado, Norberto Menéndez, Alfredo Rojas, Osvaldo Cruz Cheftrainer: Guillermo Stábile | Fritz Herkenrath – Herbert Erhard, Erich Juskowiak, Horst Eckel, Georg Stollenwerk – Horst Szymaniak, Fritz Walter, Aki Schmidt – Helmut Rahn, Hans Schäfer, Uwe Seeler Cheftrainer: Sepp Herberger | BR Deutschland |
| Argentinien                                        | 1:0 Corbatta (2.) | 1:1 H. Rahn (32.) 1:2 Seeler (40.) 1:3 H. Rahn (79.) | BR Deutschland |
| Argentinien                                        | Argentinien trat in gelben Trikots von IFK Malmö an. | | BR Deutschland |
| 1. Gruppenspiel                                    | | |                |
| 8. Juni 1958 um 19:00 Uhr in Malmö (Malmö Stadion) | | |                |
| Zuschauer: 31.156                                  | | |                |
| Schiedsrichter: Reg Leafe ( England)               | | |                |
| Spielbericht                                       | | |                |

## Nordirland – Tschechoslowakei 1:0 (1:0)
| Nordirland                                          | Nordirland | Tschechoslowakei | Tschechoslowakei |
| --------------------------------------------------- | --- | --- | ---------------- |
| Nordirland                                          | \| 1. Gruppenspiel \| \| 8. Juni 1958 um 19:00 Uhr in Halmstad (Örjans vall) \| \| Zuschauer: 10.647 \| \| Schiedsrichter: Fritz Seipelt ( Österreich) \| \| Spielbericht \|                          | \| 1. Gruppenspiel \| \| 8. Juni 1958 um 19:00 Uhr in Halmstad (Örjans vall) \| \| Zuschauer: 10.647 \| \| Schiedsrichter: Fritz Seipelt ( Österreich) \| \| Spielbericht \|                          | Tschechoslowakei |
| Nordirland                                          | Harry Gregg – Willie Cunningham, Alf McMichael, Dick Keith – Danny Blanchflower, Bertie Peacock – Billy Bingham, Wilbur Cush, Jimmy McIlroy, Peter McParland, Derek Dougan Cheftrainer: Peter Doherty | Břetislav Dolejší – Gustáv Mráz, Ladislav Novák, Svatopluk Pluskal – Jiří Čadek, Josef Masopust – Milan Dvořák, Jaroslav Borovička, Tadeáš Kraus, Václav Hovorka, Jan Hertl Cheftrainer: Karel Kolský | Tschechoslowakei |
| Nordirland                                          | 1:0 Cush (16.) | | Tschechoslowakei |
| 1. Gruppenspiel                                     | | |                  |
| 8. Juni 1958 um 19:00 Uhr in Halmstad (Örjans vall) | | |                  |
| Zuschauer: 10.647                                   | | |                  |
| Schiedsrichter: Fritz Seipelt ( Österreich)         | | |                  |
| Spielbericht                                        | | |                  |

## Argentinien – Nordirland 3:1 (1:1)
| Argentinien                                          | Argentinien | Nordirland | Nordirland |
| ---------------------------------------------------- | --- | --- | ---------- |
| Argentinien                                          | \| 2. Gruppenspiel \| \| 11. Juni 1958 um 19:00 Uhr in Halmstad (Örjans vall) \| \| Zuschauer: 14.174 \| \| Schiedsrichter: Sten Ahlner ( Schweden) \| \| Spielbericht \|                                           | \| 2. Gruppenspiel \| \| 11. Juni 1958 um 19:00 Uhr in Halmstad (Örjans vall) \| \| Zuschauer: 14.174 \| \| Schiedsrichter: Sten Ahlner ( Schweden) \| \| Spielbericht \|                          | Nordirland |
| Argentinien                                          | Amadeo Carrizo – Federico Vairo, Francisco Lombardo, Néstor Rossi – Pedro Dellacha, José Varacka – Oreste Corbatta, Norberto Menéndez, Ángel Labruna, Norberto Boggio, Ludovico Avio Cheftrainer: Guillermo Stábile | Harry Gregg – Willie Cunningham, Alf McMichael, Dick Keith – Danny Blanchflower, Bertie Peacock – Billy Bingham, Wilbur Cush, Jimmy McIlroy, Peter McParland, Fay Coyle Cheftrainer: Peter Doherty | Nordirland |
| Argentinien                                          | 1:1 Corbatta (38., Foulelfmeter) 2:1 Menéndez (55.) 3:1 Avio (59.) | 0:1 McParland (3.) | Nordirland |
| 2. Gruppenspiel                                      | | |            |
| 11. Juni 1958 um 19:00 Uhr in Halmstad (Örjans vall) | | |            |
| Zuschauer: 14.174                                    | | |            |
| Schiedsrichter: Sten Ahlner ( Schweden)              | | |            |
| Spielbericht                                         | | |            |

## BR Deutschland – Tschechoslowakei 2:2 (0:2)
| Deutschland                                         | Deutschland | Tschechoslowakei | Tschechoslowakei |
| --------------------------------------------------- | --- | --- | ---------------- |
| Deutschland                                         | \| 2. Gruppenspiel \| \| 11. Juni 1958 um 19:00 Uhr in Helsingborg (Olympia) \| \| Zuschauer: 25.000 \| \| Schiedsrichter: Arthur Edward Ellis ( England) \| \| Spielbericht \|                                 | \| 2. Gruppenspiel \| \| 11. Juni 1958 um 19:00 Uhr in Helsingborg (Olympia) \| \| Zuschauer: 25.000 \| \| Schiedsrichter: Arthur Edward Ellis ( England) \| \| Spielbericht \|                       | Tschechoslowakei |
| Deutschland                                         | Fritz Herkenrath – Herbert Erhard, Erich Juskowiak, Georg Stollenwerk, Karl-Heinz Schnellinger – Horst Szymaniak, Fritz Walter – Hans Schäfer, Helmut Rahn, Uwe Seeler, Berni Klodt Cheftrainer: Sepp Herberger | Břetislav Dolejší – Gustáv Mráz, Ladislav Novák, Svatopluk Pluskal, Ján Popluhár – Josef Masopust – Milan Dvořák, Pavol Molnár, Zdeněk Zikán, Václav Hovorka, Jiří Feureisl Cheftrainer: Karel Kolský | Tschechoslowakei |
| Deutschland                                         | 1:2 H. Schäfer (59.) 2:2 H. Rahn (70.) | 0:1 Dvořák (24., Foulelfmeter) 0:2 Zikán (43.) | Tschechoslowakei |
| Deutschland                                         | Für Sepp Herberger war es das 10. WM-Spiel als Trainer. Er löste damit Vittorio Pozzo (9 Spiele 1934 und 1938) als WM-Rekordtrainer ab.                                                                         | | Tschechoslowakei |
| 2. Gruppenspiel                                     | | |                  |
| 11. Juni 1958 um 19:00 Uhr in Helsingborg (Olympia) | | |                  |
| Zuschauer: 25.000                                   | | |                  |
| Schiedsrichter: Arthur Edward Ellis ( England)      | | |                  |
| Spielbericht                                        | | |                  |

## BR Deutschland – Nordirland 2:2 (1:1)
| Deutschland                                         | Deutschland | Nordirland | Nordirland |
| --------------------------------------------------- | --- | --- | ---------- |
| Deutschland                                         | \| 3. Gruppenspiel \| \| 15. Juni 1958 um 19:00 Uhr in Malmö (Malmö Stadion) \| \| Zuschauer: 21.990 \| \| Schiedsrichter: Joaquim Campos ( Portugal) \| \| Spielbericht \|                         | \| 3. Gruppenspiel \| \| 15. Juni 1958 um 19:00 Uhr in Malmö (Malmö Stadion) \| \| Zuschauer: 21.990 \| \| Schiedsrichter: Joaquim Campos ( Portugal) \| \| Spielbericht \|                          | Nordirland |
| Deutschland                                         | Fritz Herkenrath – Herbert Erhard, Erich Juskowiak, Horst Eckel, Georg Stollenwerk – Horst Szymaniak, Fritz Walter – Helmut Rahn, Hans Schäfer, Uwe Seeler, Berni Klodt Cheftrainer: Sepp Herberger | Harry Gregg – Willie Cunningham, Alf McMichael, Dick Keith – Danny Blanchflower, Bertie Peacock – Billy Bingham, Wilbur Cush, Jimmy McIlroy, Peter McParland, Tommy Casey Cheftrainer: Peter Doherty | Nordirland |
| Deutschland                                         | 1:1 H. Rahn (20.) 2:2 Seeler (79.) | 0:1 McParland (17.) 1:2 McParland (58.) | Nordirland |
| 3. Gruppenspiel                                     | | |            |
| 15. Juni 1958 um 19:00 Uhr in Malmö (Malmö Stadion) | | |            |
| Zuschauer: 21.990                                   | | |            |
| Schiedsrichter: Joaquim Campos ( Portugal)          | | |            |
| Spielbericht                                        | | |            |

## Tschechoslowakei – Argentinien 6:1 (3:0)
| Tschechoslowakei                                    | Tschechoslowakei | Argentinien | Argentinien |
| --------------------------------------------------- | --- | --- | ----------- |
| Tschechoslowakei                                    | \| 3. Gruppenspiel \| \| 15. Juni 1958 um 19:00 Uhr in Helsingborg (Olympia) \| \| Zuschauer: 16.418 \| \| Schiedsrichter: Arthur Edward Ellis ( England) \| \| Spielbericht \|                        | \| 3. Gruppenspiel \| \| 15. Juni 1958 um 19:00 Uhr in Helsingborg (Olympia) \| \| Zuschauer: 16.418 \| \| Schiedsrichter: Arthur Edward Ellis ( England) \| \| Spielbericht \|                                  | Argentinien |
| Tschechoslowakei                                    | Břetislav Dolejší – Gustáv Mráz, Ladislav Novák, Ján Popluhár – Josef Masopust – Milan Dvořák, Pavol Molnár, Jaroslav Borovička, Zdeněk Zikán, Václav Hovorka, Jiří Feureisl Cheftrainer: Karel Kolský | Amadeo Carrizo – Federico Vairo, Francisco Lombardo, Néstor Rossi – Pedro Dellacha, José Varacka – Oreste Corbatta, Norberto Menéndez, Ángel Labruna, Ludovico Avio, Osvaldo Cruz Cheftrainer: Guillermo Stábile | Argentinien |
| Tschechoslowakei                                    | 1:0 Dvořák (8.) 2:0 Zikán (17.) 3:0 Zikán (40.) 4:1 Feureisl (69.) 5:1 Hovorka (82.) 6:1 Hovorka (89.)                                                                                                 | 3:1 Corbatta (65., Foulelfmeter) | Argentinien |
| 3. Gruppenspiel                                     | | |             |
| 15. Juni 1958 um 19:00 Uhr in Helsingborg (Olympia) | | |             |
| Zuschauer: 16.418                                   | | |             |
| Schiedsrichter: Arthur Edward Ellis ( England)      | | |             |
| Spielbericht                                        | | |             |

## Entscheidungsspiel Nordirland – Tschechoslowakei 2:1 n.V. (1:1, 1:1)
| Nordirland                                          | Nordirland | Tschechoslowakei | Tschechoslowakei |
| --------------------------------------------------- | --- | --- | ---------------- |
| Nordirland                                          | \| Entscheidungsspiel um Platz 3 \| \| 17. Juni 1958 um 19:00 Uhr in Malmö (Malmö Stadion) \| \| Zuschauer: 6.196 \| \| Schiedsrichter: Maurice Guigue ( Frankreich) \| \| Spielbericht \|                 | \| Entscheidungsspiel um Platz 3 \| \| 17. Juni 1958 um 19:00 Uhr in Malmö (Malmö Stadion) \| \| Zuschauer: 6.196 \| \| Schiedsrichter: Maurice Guigue ( Frankreich) \| \| Spielbericht \|             | Tschechoslowakei |
| Nordirland                                          | Norman Uprichard – Willie Cunningham, Alf McMichael, Dick Keith – Danny Blanchflower, Bertie Peacock – Billy Bingham, Wilbur Cush, Jimmy McIlroy, Peter McParland, Jackie Scott Cheftrainer: Peter Doherty | Břetislav Dolejší – Gustáv Mráz, Ladislav Novák, Ján Popluhár – Josef Masopust – Milan Dvořák, Pavol Molnár, Jaroslav Borovička, Zdeněk Zikán, Jiří Feureisl, Titus Buberník Cheftrainer: Karel Kolský | Tschechoslowakei |
| Nordirland                                          | 1:1 McParland (44.) 2:1 McParland (91.) | 0:1 Zikan (19.) | Tschechoslowakei |
| Nordirland                                          | Platzverweis: Buberník (102.) | | Tschechoslowakei |
| Entscheidungsspiel um Platz 3                       | | |                  |
| 17. Juni 1958 um 19:00 Uhr in Malmö (Malmö Stadion) | | |                  |
| Zuschauer: 6.196                                    | | |                  |
| Schiedsrichter: Maurice Guigue ( Frankreich)        | | |                  |
| Spielbericht                                        | | |                  |